# لومن فيلد (ملعب)
لومن فيلد (بالإنجليزية: Lumen Field)‏، عُرفت سابقا بكل من ملعب سي هوكس وكوست فيلد وسنتري لينك فيلد (بالإنجليزية: Seahawks Stadium و Qwest Field و CenturyLink Field على الترتيب)‏، هو ملعب لكرة القدم الأمريكية وكرة القدم في مدينة سياتيل بولاية واشنطن الأمريكية. يعتبر الملعب ملعب لفريق سياتل سي هوكس المنافس في وفريق سياتل ساوندرز في الدوري الأمريكي لكرة القدم، وكان واحدًا من الأماكن التي تقام عليها بطولة الكأس الذهبية عام 2005. لديه قدرة استيعاب تصل إلى 68740 متفرج في مباريات الدوري الوطني لكرة القدم الأمريكية.

## صور من الملعب

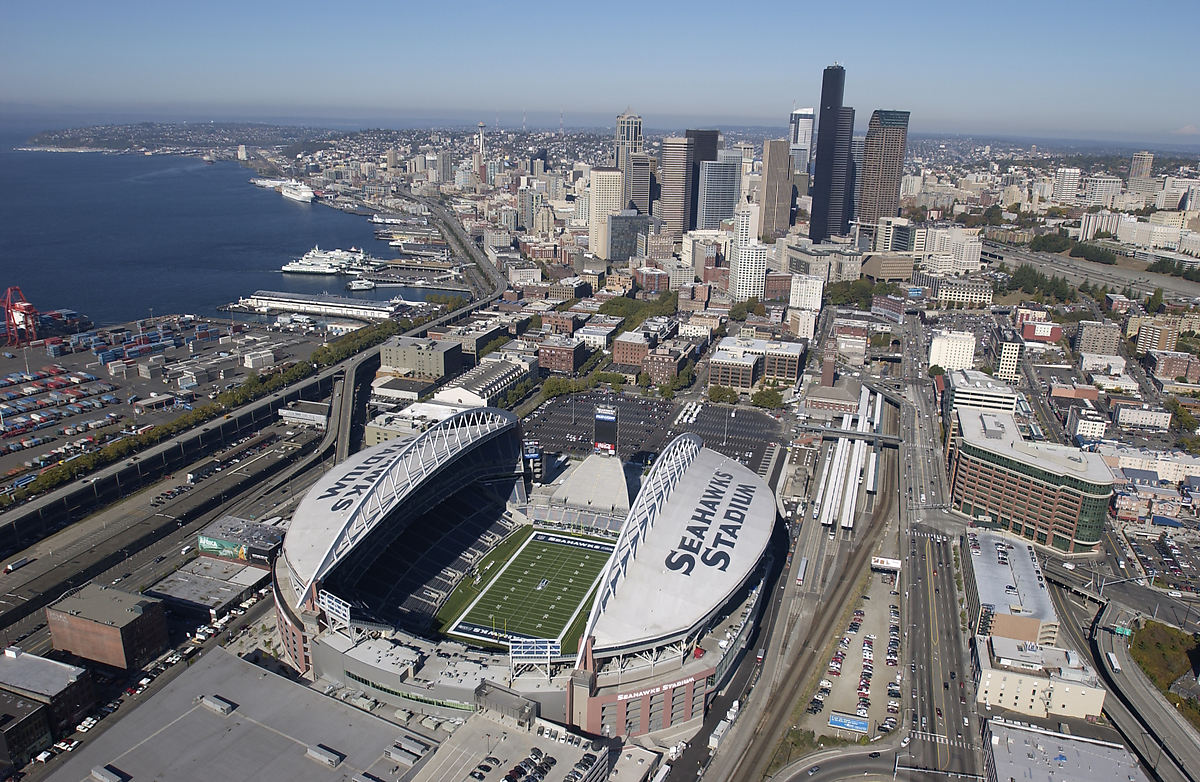
صورة للملعب ويظهر في الخلفية مركز مدينة سياتل بولاية واشنطن.
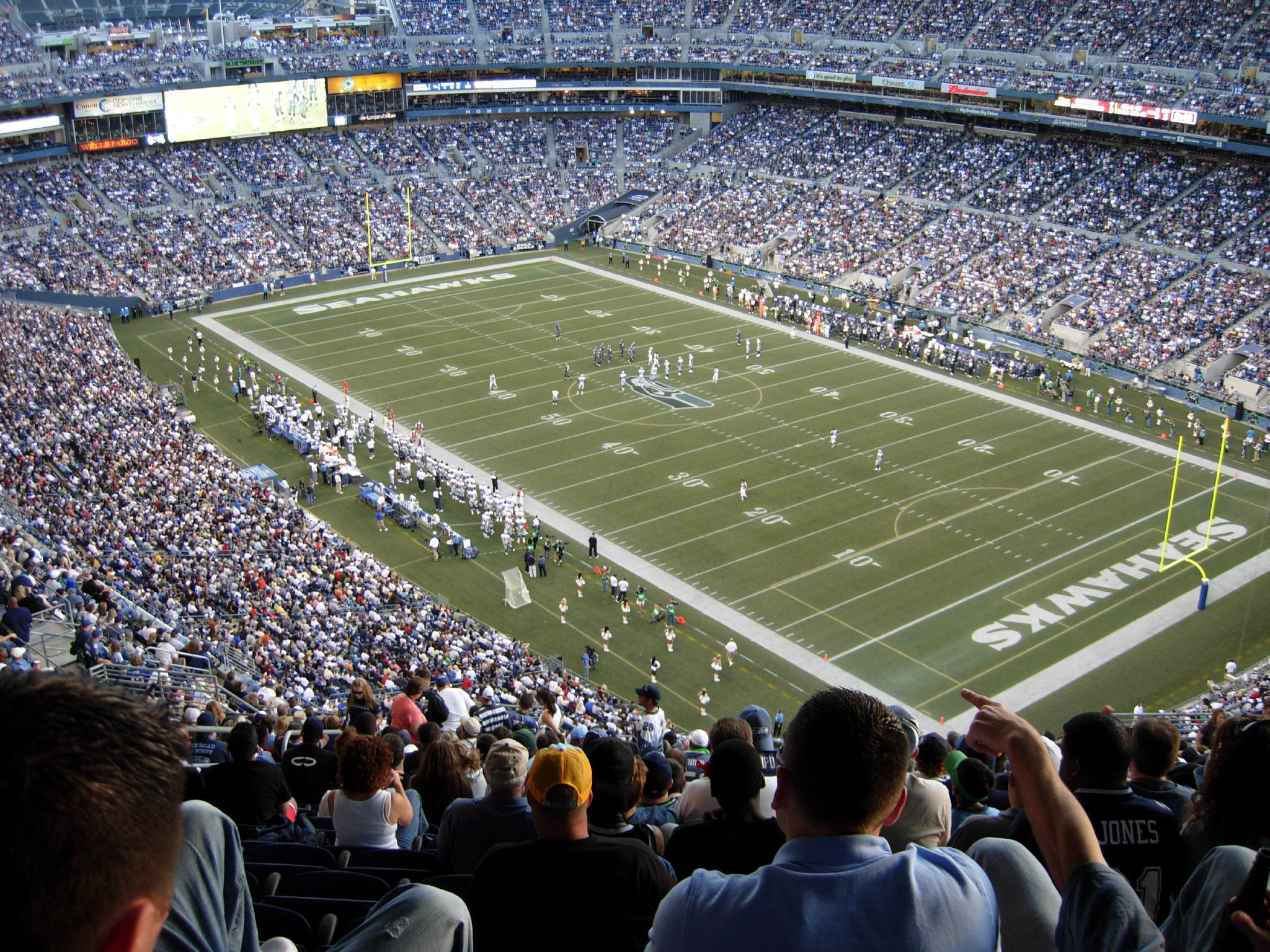
صورة للملعب ممتلئ بجماهير فريق سياتل سي هوكس خلال مباراة بدوري كرة القدم الأمريكية.
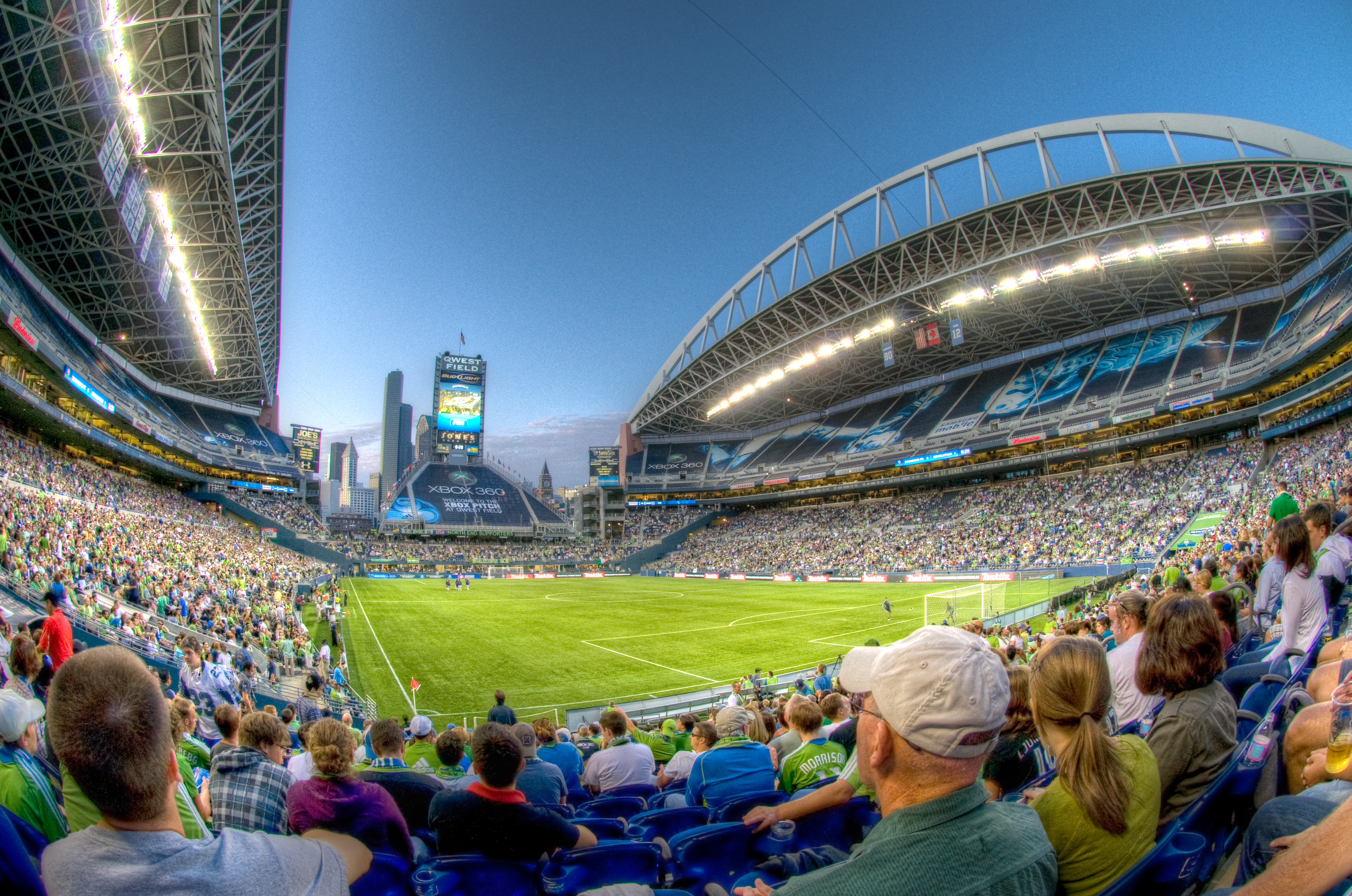
صورة للملعب خلال مباراة فريق سياتل ساوندرز بالدوري الأمريكي لكرة القدم.
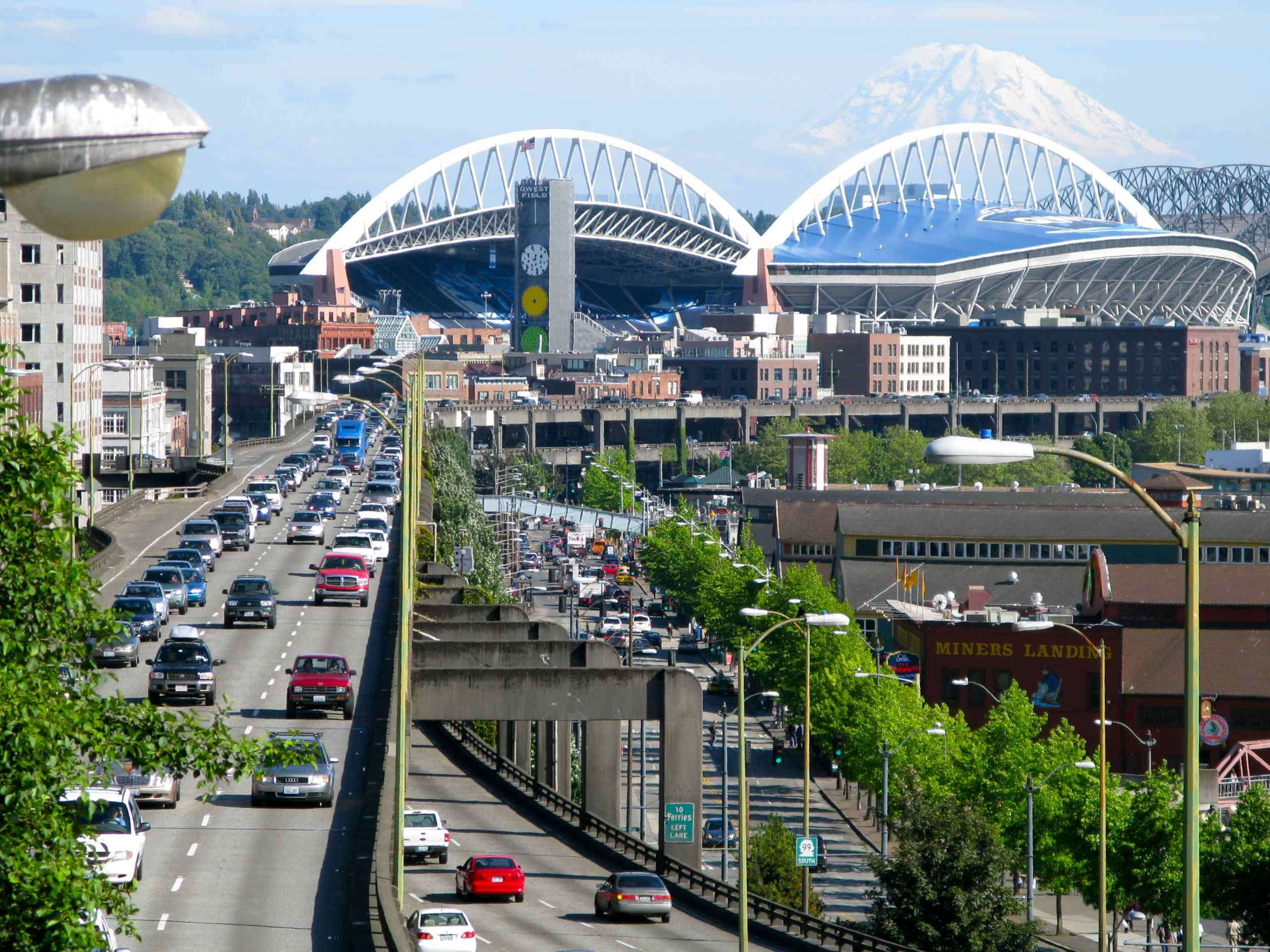
صورة للملعب كما يبدو للسائقين والسيارات المارة في الطريق السريع المجاور.
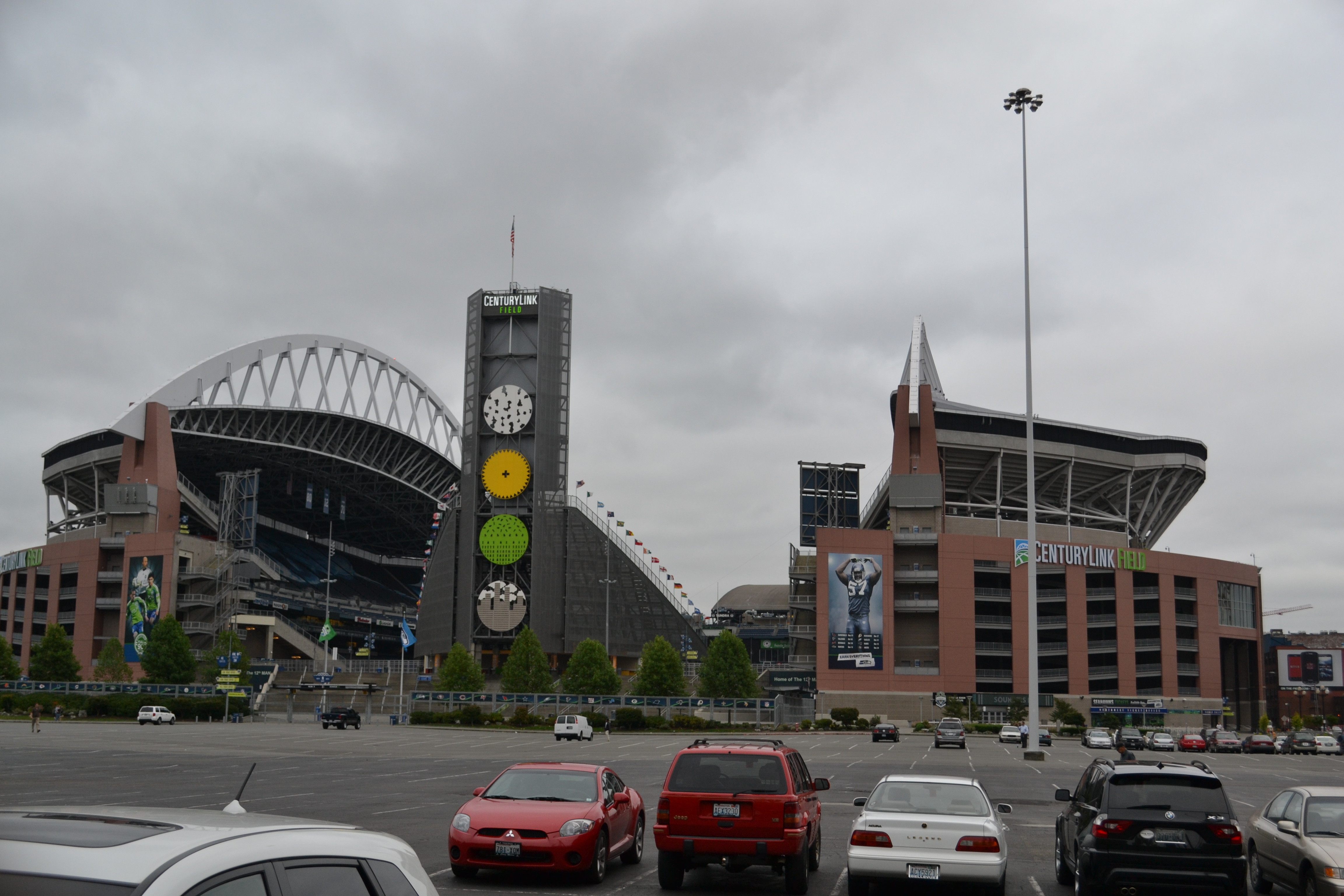
صورة للملعب كما يبدو من الخارج ملتقطة من مواقف السيارات.